# 伊琳娜·戈东诺娃
伊琳娜·费奥多罗夫娜·戈东诺娃（俄語：Ирина Фёдоровна Годунова，羅馬化：Irina Fyodorovna Godunova，1557年—1603年10月26日），修道名称为亚历山德拉()，因与沙皇费奥多尔一世·伊万诺维奇结婚而自1584年起成为沙俄皇后直至丈夫在1598年1月17日（俄历1月7日）去世。因为丈夫没有孩子，她是俄罗斯事实上的统治者直到9天后退居新圣女修道院。她仍是俄罗斯名义上的统治者直到兄长鲍里斯·戈东诺夫在1598年3月3日（俄历2月21日）被选为沙皇。

## 生平
伊琳娜生活中的一些事件的确切日期是不确定的。從多数歷史資料看來，她在1580年或1581年被伊凡雷帝选为费奥多尔皇子的妻子，另外一些資料顯示，这早在1574年就发生了。一般在10岁左右结婚的婚姻是莫斯科大公国的傳統，而在23或24岁时（假设是后者）嫁人的伊琳娜，則被认为是大龄新娘，關於她晚婚的原因不详。她的婚姻是1575年由她的兄长安排的，他成功地通过妹妹的婚姻，得以在沙皇的核心圈子中获得了一席之地，並提升在波雅尔的地位。
据称，伊琳娜在智力、教育和成熟方面超过了她的配偶，她很快就对费奥多尔产生了影响，并学会了处理宫廷事务。据称，费奥多尔精神发育不良，身体虚弱，婚姻无子，但伊万沙皇并没有干涉他们的婚姻。
1584年丈夫加冕后她成为皇后。

### 皇后
在她丈夫的统治期间（事实上，自从她结婚以来），伊琳娜被期待会诞下一个男性继承人。费奥多尔身体和精神都很虚弱，如果他无男嗣而死，则他的同父异母兄弟季米特里未必会被认为合法，因为他是伊凡雷帝第七次婚姻的结果，东正教只承认他四段婚姻合法。事实上，即使季米特里可能成为继任者，伊琳娜仍然承受着生育继承人的压力，1585年，她前往莫斯科北部的谢尔盖圣三一修道院，希望奇迹般地治愈她所谓的不孕症，但她直到1592年才生下孩子——一个名叫费奥多西娅·费多罗夫娜的女儿，不到两年后于1594年1月去世。
这对夫妇持续的不育引起了宫廷的阴谋。因此，在1585年，主教狄奥尼修斯提议费奥多尔与伊琳娜离婚，指责她不育，并认为为了国家和皇朝的利益，沙皇应该再婚并生下一个男性继承人。该建议被视为舒伊斯基家族和其他波雅尔氏族试图削弱戈东诺夫家族的努力。作为回应，鲍里斯·戈东诺夫废黜了这位主教，并将其关押在大诺夫哥罗德外的胡金修道院。1587年，几个主要的波雅尔家族出于同样的原因建议费奥多尔与伊琳娜离婚。作为回应，费奥多尔批准了伊琳娜和鲍里斯对波雅尔提出的惩罚，并让被提议取代伊莲娜的波雅尔的女儿们强行成为修女。
1589 年 1 月，伊琳娜在金皇后密室接见了抵达莫斯科在俄罗斯设立牧首教座并任命第一位俄罗斯牧首约伯为其牧首的君士坦丁堡牧首耶利米二世。陪同这位教长前往俄罗斯的埃拉松主教阿尔塞尼留下了关于此事的描述：
“王后一看到牧首们，便静静地从宝座上站起来，在大厅中央与他们会面，谦卑地请求祝福。这位普世圣人用一个祈祷的大十字架遮住了她，高声喊道：‘万岁，忠诚仁慈的伊琳娜，东方和西方以及整个俄罗斯的王后，北欧国家的装饰和东正教信仰的肯定！’”
1591年5月15日，季米特里在莫斯科北部乌格里奇在奇怪情况下去世，伊琳娜承受着越来越大的压力，需要剩下一个继承人。如果她失败了，费奥多尔死后没有儿子，那么自9世纪以来一直统治着罗斯和莫斯科的留里克王朝就会灭亡，很可能会导致一场血腥的继承斗争。这对夫妇十多年来一直不孕，尽管这是否是由于费奥多尔的健康状况不佳或伊琳娜的不孕症尚不确定。
伊琳娜皇后在费奥多统治时期影响很大，参与了国家事务，其程度超出了俄罗斯沙皇和一般君主妻子的预期限度。最初，她谨慎地这样做，没有宣传她的影响力。然而很快，她开始更直接地参与政府事务，经常将自己的名字写在费奥多尔的法令上。伊琳娜在国外也很出名，与英格兰女王伊丽莎白一世和亚历山大的牧首梅莱蒂斯皮加索斯对应。费奥多尔信任伊琳娜，顺从她，不希望牺牲她来提升自己的地位，信任她为他处理国家事务，并依赖她的建议。一说沙皇以她的名字命名了一座新要塞察里津（谐音皇后tsarina，今伏尔加格勒），以加强她的权威。

### 晚年

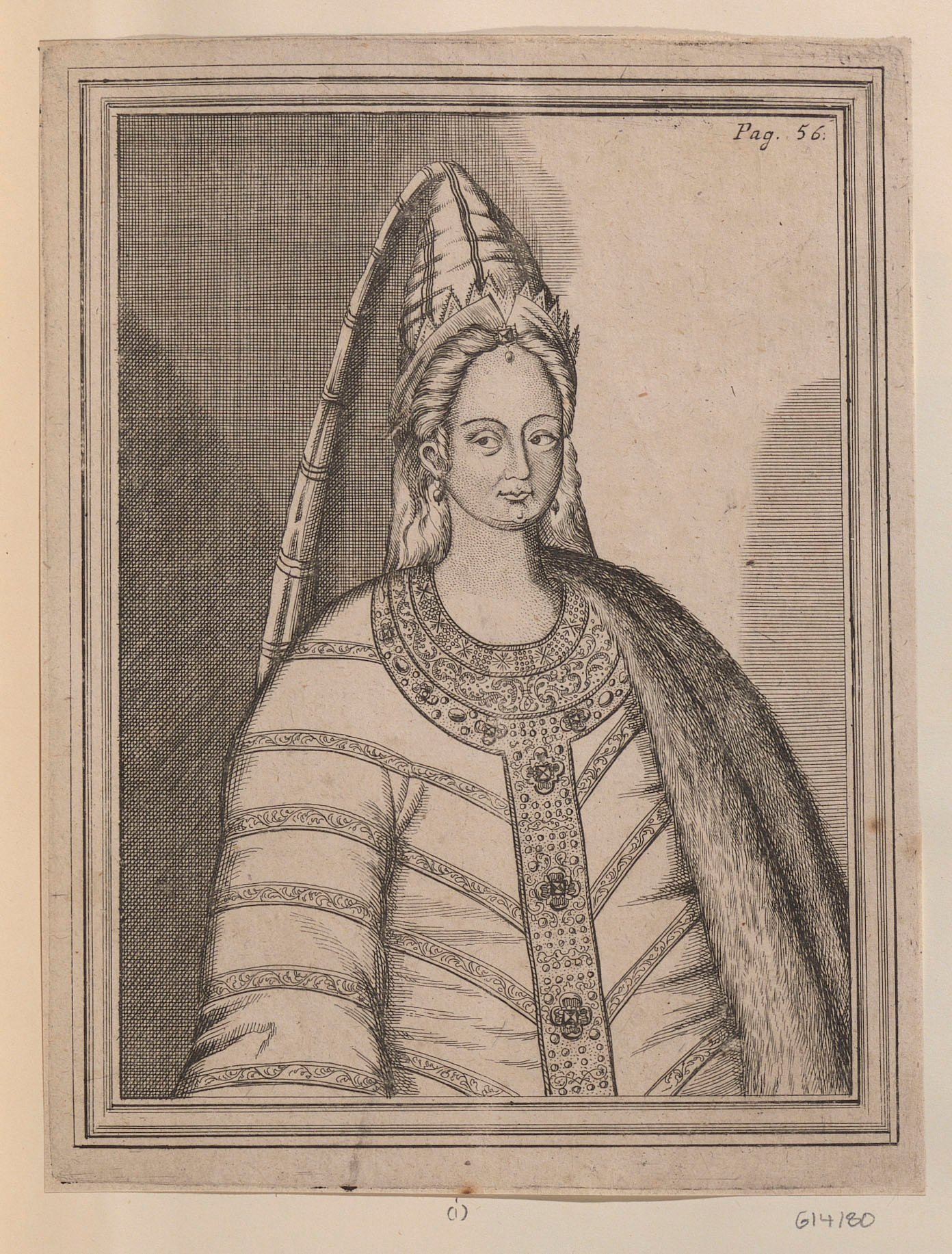
伊琳娜·戈东诺娃的雕刻

在她丈夫于1598年1月17日去世后，留里克家族的男系断绝了。在他去世前几天的1月3日，费奥多尔曾表示，伊琳娜将在他死后成为一名修女，且她承诺会遵守。然而，在他死后，伊琳娜在没有其他王位候选人的情况下假装费奥多尔把皇位传给了她，宣布她打算“短暂掌权，以保护沙皇政权免于动荡”。在罗斯或俄罗斯，从来没有女性以自己的权利统治过。戈东诺夫家族说服俄罗斯东正教会的大牧首同意伊琳娜成为独裁者，波雅尔杜马承诺向她这位“大君主”效忠。然而，建立统治合法性很困难：由于伊琳娜从未加冕，她无权持有或转交权力；此外，尽管教会和贵族愿意接受她的统治，但莫斯科的公众针对她继位的建议发生了骚乱还骂她“无耻”。在费奥多尔死后的九天里，情况不明朗，伊琳娜是事实上的统治者。她作为君主的第一个行动是宣布赦免囚犯以赢得公众的好感，但这一行动失败了，因为它释放了危险的罪犯并引起了不满。
在丈夫去世9天后，“为了防止大反抗”，伊琳娜将正式的权力交给波雅尔杜马，并将事实上的权力交给她的兄长鲍里斯。她退隐（一些历史学家称之为退位）到莫斯科南侧的新圣女修道院（女修道院），在那里她以亚历山德拉的名字宣誓出家。事实上，正是在修道院，鲍里斯被大牧首莫斯科的约夫和全俄罗斯缙绅会议要求成为沙皇。尽管如此，伊琳娜仍然继续签署官方法令，直到1598年2月鲍里斯被波雅尔杜马推选为沙皇之日。根据其兄的意愿，在她去世之前，在教会祈祷中她的名字总是排在任何其他皇室成员之前。
伊琳娜于1603年10月26日在新圣女修道院去世（其他消息来源称日期为9月26日，还有一些则为1604年）。和所有王后一样，她被埋葬在莫斯科克里姆林宫的升天修道院。

### 遗产
伊琳娜创作的几幅刺绣作品被红场的俄罗斯国家历史博物馆收藏（以及伊凡三世的妻子索菲亚·帕莱奥洛格斯和伊凡雷帝的第一任妻子阿纳斯塔西娅的类似作品）。